# يويشي ماتسوموتو
يويشي ماتسوموتو هو لاعب كرة قاعدة برازيلي، ولد في 18 ديسمبر 1980 في ساو باولو في البرازيل.

## وصلات خارجية
- يويشي ماتسوموتو على موقع الدوري الياباني لكرة القاعدة (الإنجليزية)
- يويشي ماتسوموتو على موقعبيزبول رفرنس.كوم (الدوري الثانوي) (الإنجليزية)